# Stínava
Stínava är en ort i Tjeckien.   Den ligger i regionen Olomouc, i den östra delen av landet, 190 km öster om huvudstaden Prag. Stínava ligger 399 meter över havet och antalet invånare är 147.
Terrängen runt Stínava är platt åt nordost, men åt sydväst är den kuperad. Terrängen runt Stínava sluttar brant österut.  Trakten runt Stínava är nära nog obefolkad, med mindre än två invånare per kvadratkilometer. Närmaste större samhälle är Prostějov, 13,0 km öster om Stínava. I omgivningarna runt Stínava växer i huvudsak blandskog.